# Relaciones Chile-Zimbabue
Las relaciones Chile-Zimbabue son las relaciones internacionales entre la República de Chile y la República de Zimbabue.

## Misiones diplomáticas
- La embajada de Chile en Sudáfrica concurre con representación diplomática a Zimbabue.[1]
- Zimbabue no cuenta con representaciones diplomáticas ni consulares en Santiago de Chile.[1]